# Scandalo Watergate

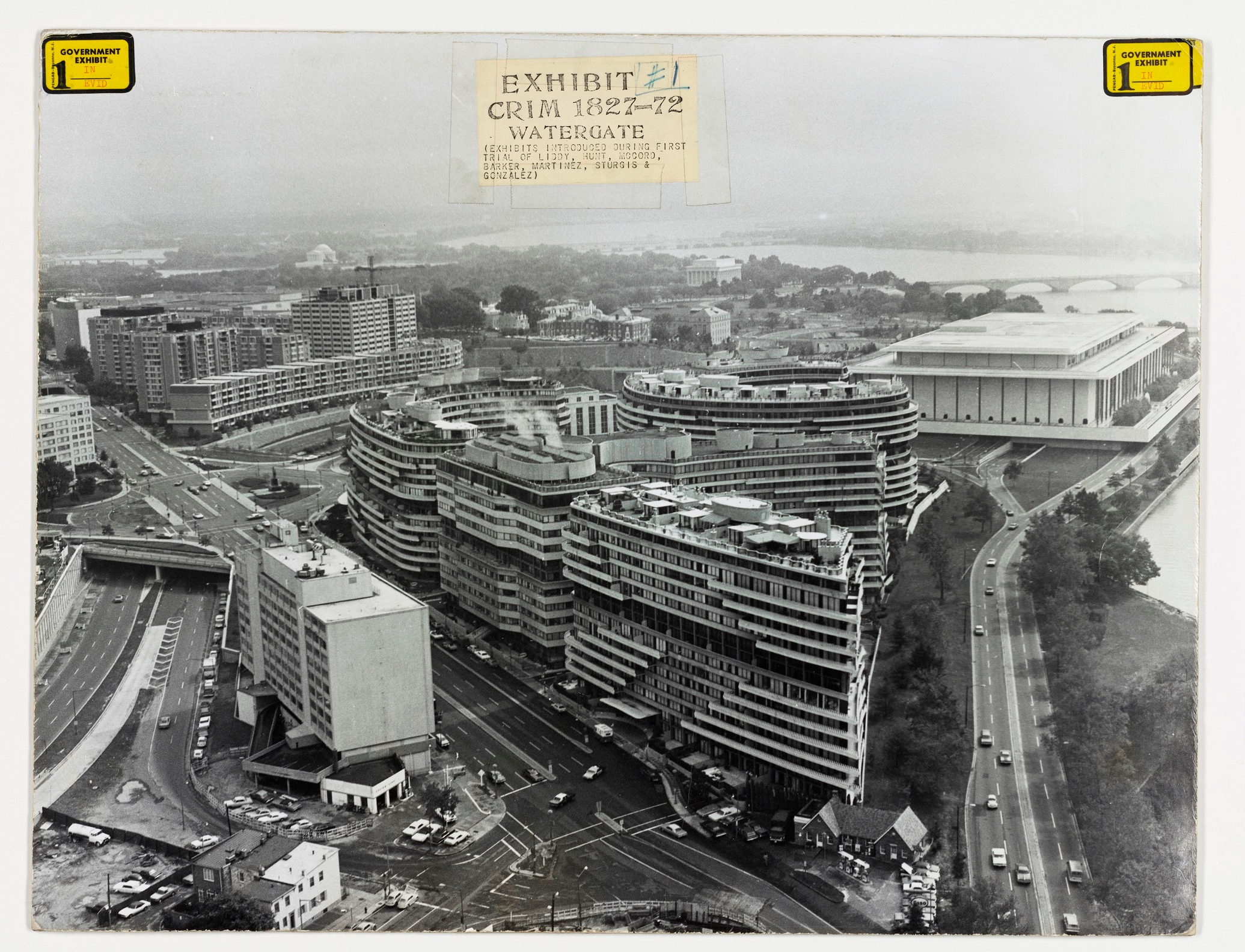
Il Watergate Complex, il complesso di fabbricati tra i quali quello dove avvenne l'effrazione il 17 giugno 1972.

Lo scandalo Watergate, o semplicemente il Watergate, fu uno scandalo politico scoppiato negli Stati Uniti nel 1972, innescato dalla scoperta di alcune intercettazioni illegali effettuate nel quartier generale del Comitato nazionale democratico, da parte di uomini legati al Partito Repubblicano e in particolare al "Comitato per la rielezione" del presidente Richard Nixon.
Lo scandalo - che portò alla richiesta di impeachment e alle dimissioni di Richard Nixon - prese il nome dal Watergate, un complesso edilizio di Washington che ospita il Watergate Hotel, l'albergo in cui furono effettuate le intercettazioni che diedero inizio allo scandalo.
L'inchiesta giornalistica promossa da due reporter, Bob Woodward e Carl Bernstein, suscitò la crescente attenzione nell'opinione pubblica per la vicenda che, iniziata come modesto reato compiuto da personaggi secondari, crebbe fino a coinvolgere gli uomini più vicini al presidente, lo stesso Nixon e tutto il suo sistema di governo incentrato su attività illegali di controllo e spionaggio interno attuate allo scopo di mantenere il potere.
Lo scandalo si sviluppò nel contesto della crisi politico-sociale presente da anni negli Stati Uniti a seguito soprattutto delle vicende della guerra del Vietnam. L'affare Watergate si prolungò con una serie di eventi sempre più clamorosi per circa due anni (1972-1974).
Uno dei personaggi più importanti dello scandalo fu il giovane consulente legale della Casa Bianca, John Dean, che in un primo tempo svolse con abilità il compito ricevuto da Nixon di controllare la fuga di notizie e di proteggere il presidente dal coinvolgimento nella vicenda, corrompendo con denaro i personaggi minori direttamente implicati nei reati, e poi, dopo il famoso colloquio con Nixon del 21 marzo 1973 in cui parlò della presenza di un "cancro dentro la Casa Bianca", temendo di divenire il capro espiatorio dello scandalo, decise di testimoniare davanti alla Commissione del Senato e descrisse con molti dettagli tutti gli aspetti della vicenda, coinvolgendo in pieno anche il presidente. 
Nixon continuò a resistere a due anni di crescenti difficoltà politiche e di aspri contrasti tra i poteri dello Stato, e cercò di minimizzare le sue responsabilità scaricando le colpe su alcuni dei suoi collaboratori più importanti, ma la pubblicazione della registrazione segreta nota come "la pistola fumante" (smoking gun) nell'agosto 1974, da cui si evinceva che il presidente era stato al corrente fin dall'inizio delle attività illegali e aveva sfruttato il suo potere per occultare il coinvolgimento diretto degli uomini della Casa Bianca, portò con sé la prospettiva di un sicuro impeachment. Richard Nixon diede le dimissioni pochi giorni dopo, il 9 agosto 1974, quando subentrò Gerald Ford come capo dell'esecutivo. In seguito Ford diede la grazia presidenziale incondizionata a Nixon, negando qualsiasi ipotesi riguardo ad un "accordo" raggiunto nel momento della sua nomina.
L'affare Watergate costituì il più grande scandalo politico della storia degli Stati Uniti ed ebbe vasta eco internazionale. La stessa parola "Watergate" è diventata linguisticamente produttiva nel linguaggio giornalistico americano: il suffisso -gate compare regolarmente (oramai scisso dal suo etimo originario) col significato di "scandalo" in molti neologismi quali Irangate, Whitewatergate, Datagate, Sexgate e altri.
L'intricata vicenda ha ispirato il film Tutti gli uomini del presidente.

## Storia

### Effrazione e insabbiamento

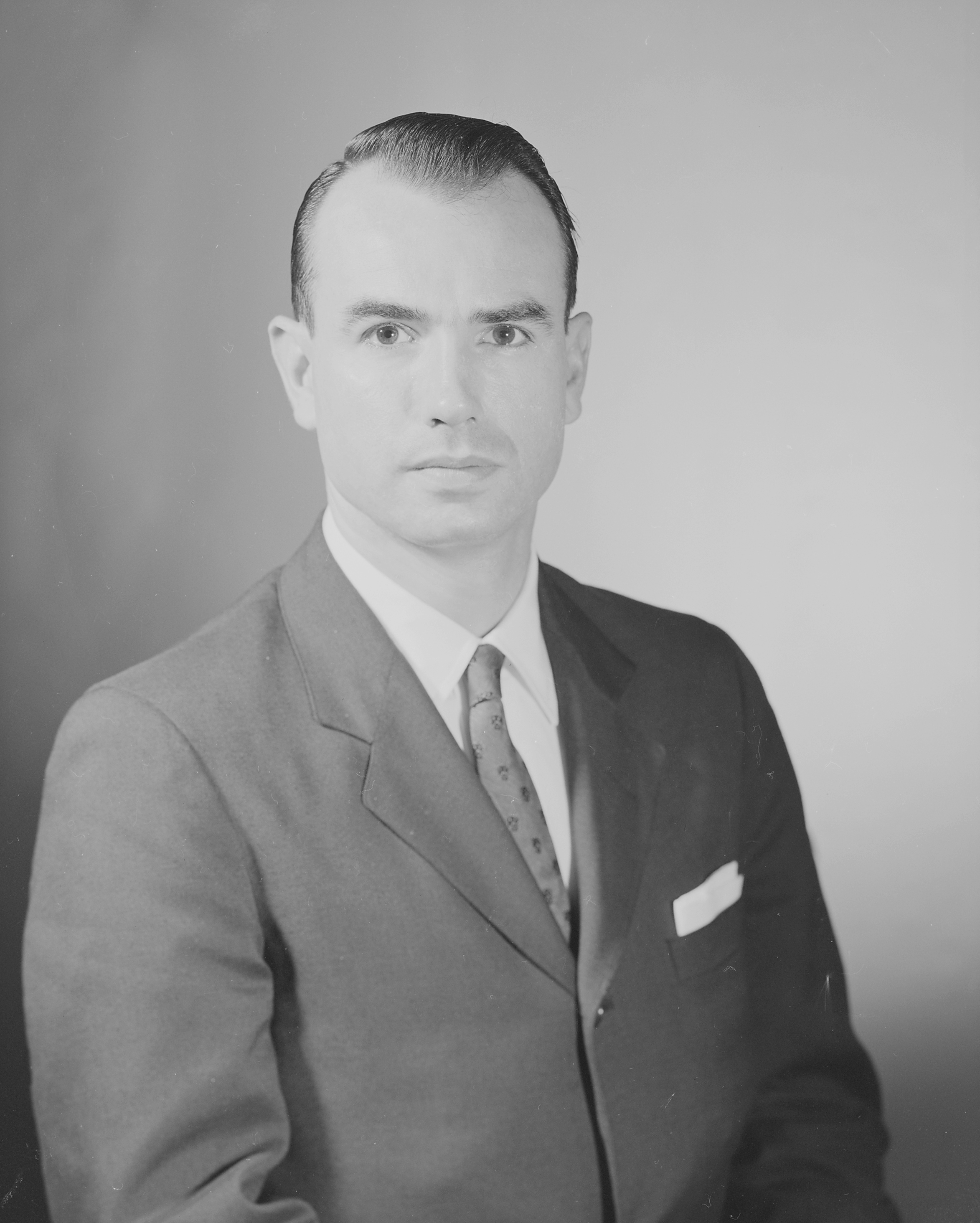
G. Gordon Liddy, in una foto del 1964, fu l'organizzatore principale del piano di intercettazioni del quartier generale del Partito Democratico, nel complesso del Watergate.

La notte del 17 giugno 1972 Frank Wills, una guardia di sicurezza che lavorava nel complesso di uffici del Watergate a Washington, notò un pezzo di nastro adesivo sulla porta fra il pozzo delle scale e il parcheggio sotterraneo, che era stato messo per mantenere socchiusa una porta; Wills lo rimosse presumendo che fosse stato dimenticato dall'impresa di pulizia. Più tardi ritornò e scoprì che il nastro era di nuovo al suo posto e così contattò la polizia. Dopo che la polizia arrivò, cinque uomini - Bernard Barker, Virgilio González, Eugenio Martínez, James W. McCord Jr. e Frank Sturgis - furono scoperti e arrestati per essere entrati nel quartier generale del Comitato nazionale democratico, la principale organizzazione per la campagna e la raccolta fondi del Partito Democratico, che all'epoca occupava l'intero sesto piano dell'edificio in cui si trovava anche il Watergate Hotel. Gli uomini erano entrati nello stesso ufficio anche tre settimane prima ed erano tornati per riparare alcune microspie telefoniche che non funzionavano e forse per fare delle fotografie.
L'inchiesta, essendo Washington un distretto federale, ricadeva sotto la giurisdizione dell'FBI che in quel periodo era in una fase di transizione, essendo deceduto da poche settimane lo storico e influente direttore J. Edgar Hoover, che aveva mantenuto la guida della struttura investigativa per oltre quarant'anni. Alcuni aspetti dell'effrazione risultarono subito molto singolari: gli uomini arrestati, equipaggiati con attrezzature sofisticate, sembrarono più agenti segreti che comuni ladri d'appartamento; inoltre tra le loro carte furono trovati riferimenti a un certo E. Howard Hunt e dei numeri di telefono della Casa Bianca. Uno degli scassinatori, James McCord, attirò in particolare l'attenzione degli investigatori: era un ex colonnello della riserva dell'aeronautica militare (USAF), un vecchio agente dell'FBI e della CIA, e soprattutto un membro del "Comitato per la rielezione del presidente" (CRP), un'organizzazione costituita per finanziare e favorire la campagna per la rielezione di Richard Nixon. Risultò subito anche che E. Howard Hunt aveva in precedenza lavorato per la Casa Bianca; venne quindi evocata, soprattutto da esponenti politici democratici, la possibilità di un collegamento tra gli scassinatori del Watergate e gli ambienti vicini al presidente. Un Grand jury federale venne incaricato di istruire il procedimento penale. 

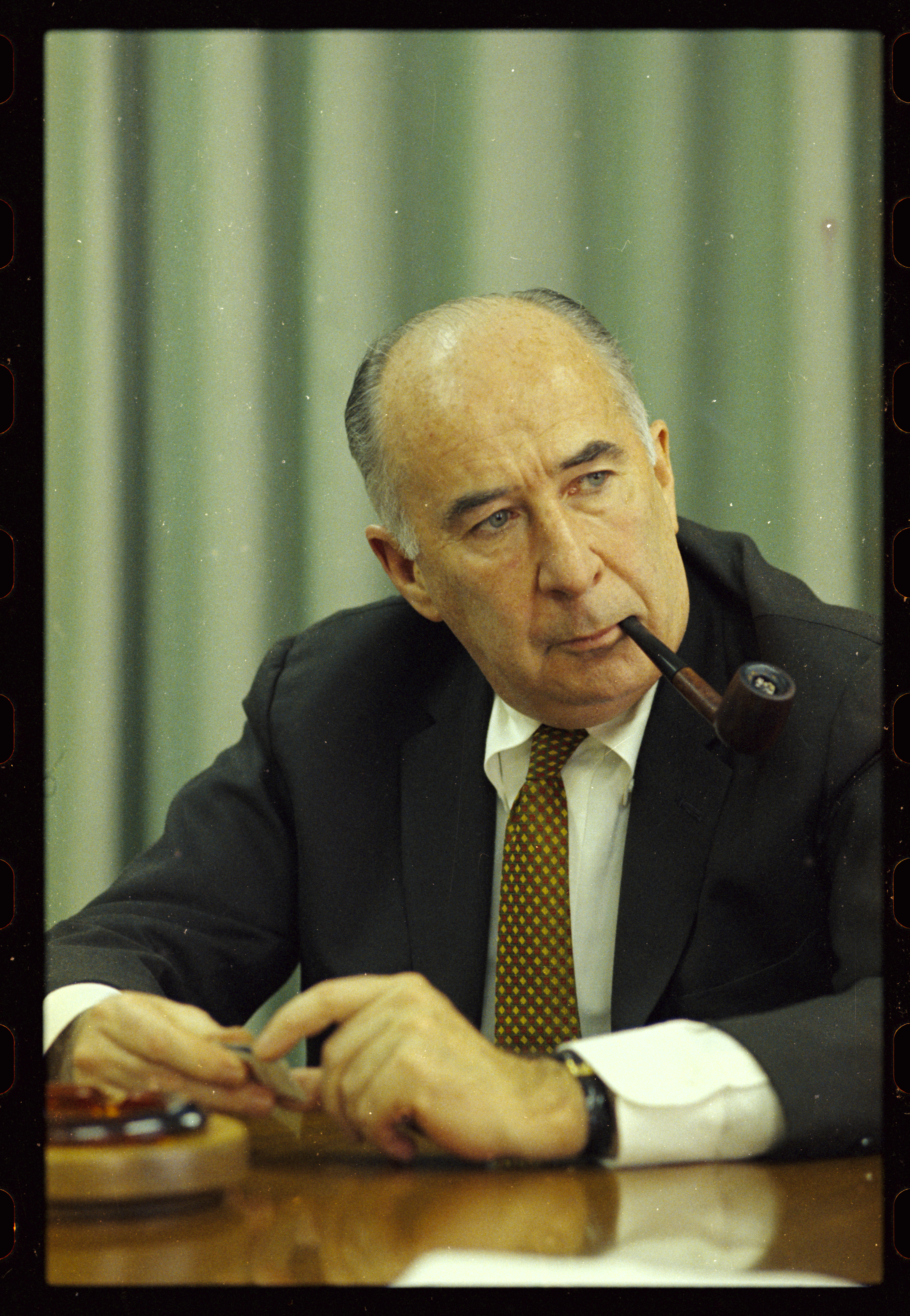
John Newton Mitchell, il direttore del Comitato per la rielezione del presidente, aveva approvato il piano di attività illegali di G. Gordon Liddy

Dalle indagini e le testimonianze raccolte nel corso degli anni, è risultato che l'effrazione rientrava effettivamente in un vasto piano di intercettazioni, spionaggio e sabotaggio attivato dagli uomini del presidente Nixon per facilitarne la rielezione e contrastare l'attività politica dei suoi avversari. Il programma, originariamente conosciuto come operazione Gemstone, era stato proposto da G. Gordon Liddy, un eccentrico ex-funzionario dell'FBI ed estremista di destra, che ne aveva parlato in febbraio e marzo 1972 con John Newton Mitchell, ex ministro della Giustizia e al momento direttore del Comitato per la rielezione del presidente (CRP), e con Jeb Stuart Magruder, il vice-direttore del CRP. Sembra che Mitchell fosse inizialmente piuttosto scettico riguardo ai fantasiosi piani proposti da Liddy e che nei primi incontri non fossero state prese decisioni concrete; fu solo alla fine di marzo che Liddy, dopo un nuovo incontro con Mitchell e Magruder a Key Biscayne, ricevette l'autorizzazione ad attivare i suoi programmi. L'operazione Gemstone era conosciuta all'interno della Casa Bianca; il 4 aprile 1972 l'influente capo di gabinetto Bob Haldeman ricevette dal suo collaboratore Gordon Strachan la comunicazione che "il programma di raccolta delle informazioni di Gordon Liddy era stato approvato". 
Sembra che Gordon Liddy, che aveva assistito insieme con Hunt all'irruzione e all'arresto dei suoi uomini da una stanza di un edificio vicino, abbia avuto un crollo del morale subito dopo l'arresto dei suoi uomini; egli, disperato per il fallimento e per le sue possibili conseguenze, chiamò telefonicamente Jeb Magruder, che si trovava insieme a Mitchell e altri funzionari del CRP, in California per il fine settimana, e lo informò dei fatti del Watergate. Liddy apparve estremamente teso e anche minaccioso; Magruder lo sollecitò a contattare al più presto il ministro della Giustizia Richard Kleindienst e richiedere, a nome di Mitchell, di bloccare le indagini sull'effrazione e rilasciare soprattutto McCord. La richiesta era assurda, Kleindienst era sbalordito, e disse a Liddy che la cosa non era assolutamente possibile; egli quindi, molto preoccupato, ne parlò con il consigliere del presidente per gli affari interni, John Ehrlichman.

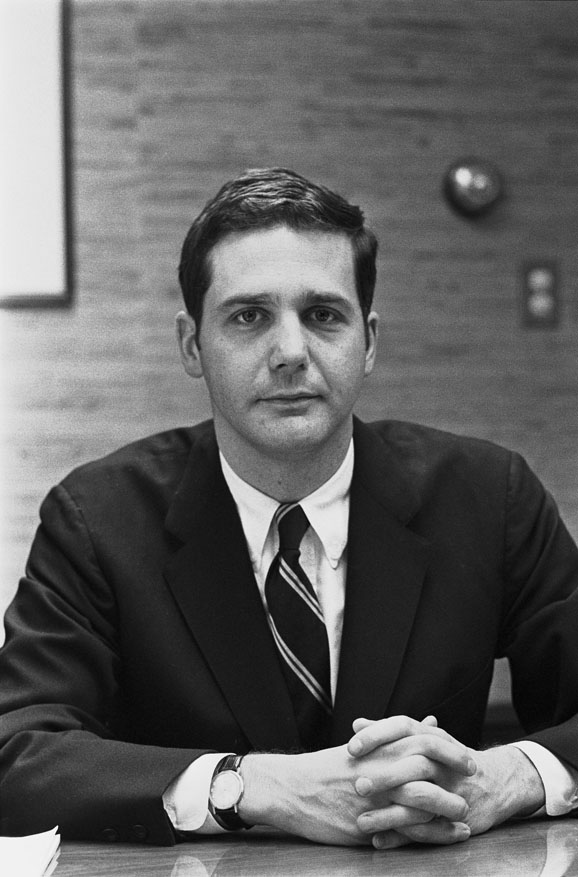
Jeb Stuart Magruder, il vice di John Newton Mitchell al Comitato per la rielezione del presidente, era a conoscenza dei piani di G. Gordon Liddy

Nel frattempo l'investigazione dell'FBI proseguì; a causa della connessione con il CRP vennero interrogati sia John Mitchell sia Jeb Magruder; ben presto venne individuato anche Liddy e si scoprirono i suoi collegamenti e quelli di Hunt con la Casa Bianca; in particolare con Charles Colson, direttore dei servizi di comunicazione. In questo periodo fecero scalpore anche le dichiarazioni della moglie di John Mitchell, Martha, che con i giornalisti parlò di coinvolgimento di membri della presidenza in attività illegali. Martha Mitchell soffriva di disturbi psichici e quindi le sue dichiarazioni furono agevolmente screditate come farneticazioni di una malata di mente. John Mitchell subito dopo la scoperta dell'effrazione si era affrettato a diramare un comunicato in cui affermava che McCord "era titolare di una agenzia privata di sicurezza" della cui consulenza il CRP in passato si era avvalso, ma sottolineava che gli uomini coinvolti nella vicenda, "non lavoravano per noi, né con il nostro consenso". Il 1º luglio tuttavia Mitchell si dimise dalla presidenza del Comitato per la rielezione del presidente, ma motivò la sua decisione con la necessità di stare accanto alla moglie le cui condizioni di salute destavano crescente preoccupazione. 
La prima reazione pubblica dell'amministrazione Nixon ai fatti del Watergate fu il 19 giugno 1972 una dichiarazione del portavoce della Casa Bianca, il giovane e zelante Ron Ziegler, che sminuì gli eventi definendoli un "tentativo di scasso di terza categoria" non meritevole di attenzione. Nixon parlò per la prima volta in pubblico dell'affare il pomeriggio del 22 giugno 1972 quando affermò recisamente che "la Casa Bianca non è minimamente coinvolta in questo particolare episodio". In realtà Nixon, che nelle sue memorie afferma di non essere stato a conoscenza dei piani di Liddy, venne informato subito mentre era di ritorno da un periodo di riposo in Florida e fin dal 20 giugno 1972 parlò personalmente con Mitchell, Kleindienst e i suoi principali collaboratori Bob Haldeman e John Ehrlichman; a questa riunione alla Casa Bianca partecipò anche il consigliere legale John Dean, che era stato informato in precedenza dei farseschi piani di Liddy. La cruciale conversazione del 20 giugno 1972 venne registrata dal sistema segreto di registrazione installato nella Casa Bianca, ma il nastro risultò in parte manomesso e privo di diciotto minuti del colloquio tra il presidente e Haldeman; non è possibile quindi sapere con certezza che cosa si dissero Nixon e Haldeman nell'ultima parte della riunione in cui rimasero soli. Dagli appunti riservati compilati da Haldeman, risulterebbe che Nixon era consapevole dei rischi che stavano correndo a causa dell'incidente del Watergate; nell'incontro infatti si sarebbe parlato soprattutto delle misure da prendere per minimizzare i fatti, distogliere l'attenzione dell'opinione pubblica e "creare una diversione".

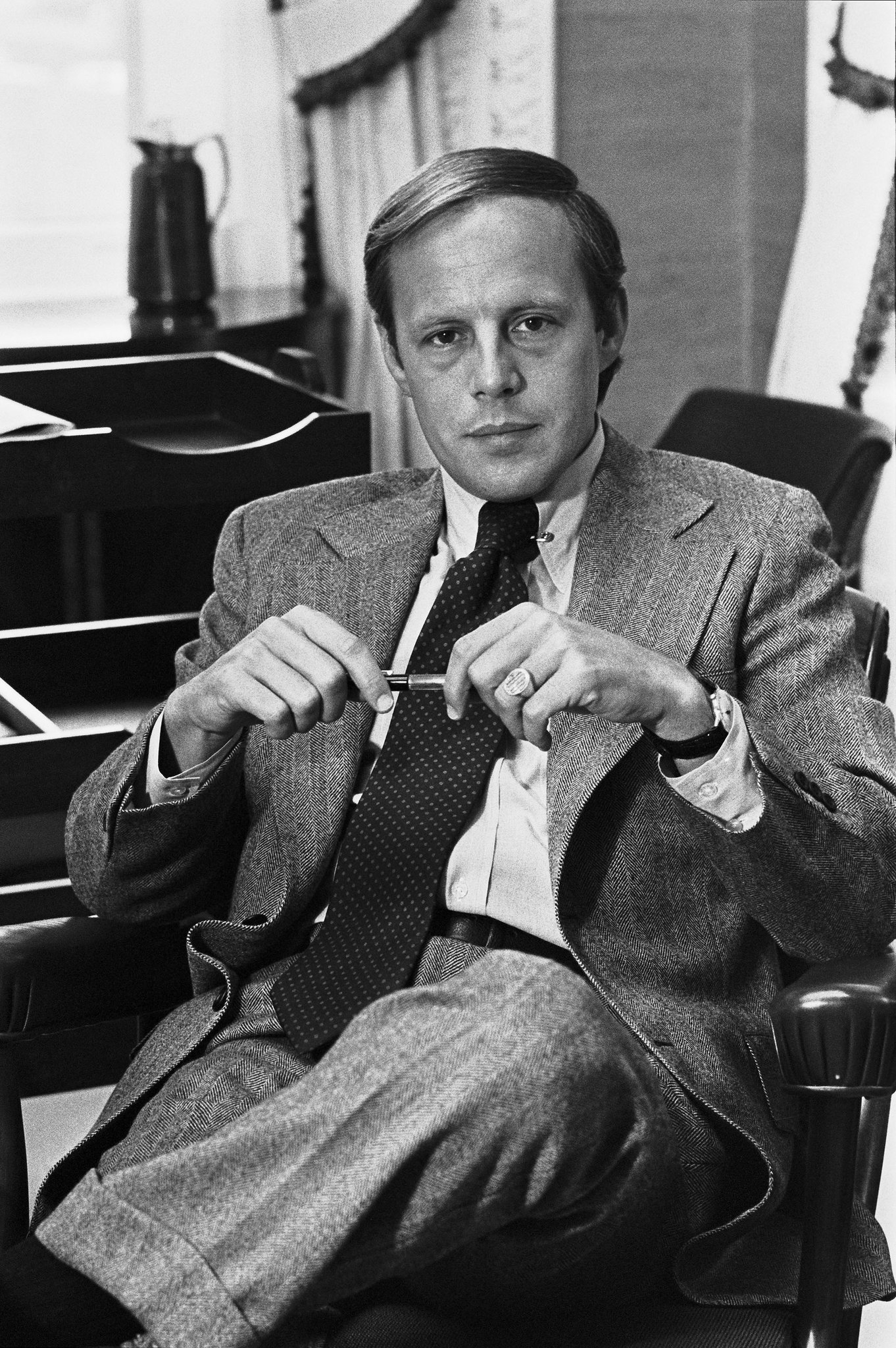
John Dean, consigliere legale del presidente, diresse le azioni di insabbiamento dello scandalo, quindi decise di collaborare con la giustizia e rivelò dettagliatamente tutti gli intrighi della presidenza Nixon, coinvolgendo direttamente il presidente

Il 23 giugno 1972 Nixon e Haldeman parlarono di nuovo in via riservata in un'altra conversazione che venne registrata; Haldeman avvertì il presidente che l'indagine stava facendo progressi pericolosi che avrebbero potuto coinvolgere prima il Comitato per la rielezione e il suo direttore Mitchell e quindi la stessa Casa Bianca; l'FBI aveva trovato la traccia del denaro che Kenneth H. Dahlberg aveva girato a due funzionari del CRP, Hugh Sloan e Maurice Stans, che a sua volta l'avevano versato a Barker, uno degli scassinatori del Watergate. Il capo di gabinetto riferì che Mitchell e il consigliere legale dell'esecutivo John Dean proponevano un intervento diretto sull'FBI per richiedere, sulla base di non meglio precisate esigenze di "sicurezza nazionale", di limitare le indagini alla cerchia ristretta dei responsabili materiali dell'effrazione. Haldeman propose a Nixon di contattare la CIA che a sua volta sarebbe dovuta intervenire sul direttore ad interim dell'FBI L. Patrick Gray invitandolo a bloccare le indagini. Dalle registrazioni risulta evidente che Nixon era al corrente del piano "Gemstone" di Mitchell e che conosceva quel "matto" di Liddy. Il presidente concordò con Haldeman e autorizzò il piano di insabbiamento e l'intervento sull'FBI tramite la CIA, affermando oscuramente che nel caso di Howard Hunt "potrebbero venir fuori un sacco di cose [...] togli quella crosta e trovi un casino di cose". Nixon disse ad Haldeman di "fare i duri" con gli agenti federali; del resto in precedenza Haldeman aveva riferito a Nixon che Gray era più che disponibile a collaborare ma che "non aveva una base" per intervenire bloccando le indagini.
Nei giorni seguenti la manovra venne condotta con successo sotto la direzione principalmente di John Dean; il direttore dell'FBI Gray acconsentì a mantenere riservato il materiale rinvenuto nella cassaforte di Hunt presente alla Casa Bianca che riguardava materiale compromettente preparato per screditare John e Edward Kennedy; Ehrlichman e Dean consigliarono apertamente Gray di distruggere quei documenti compromettenti e si sarebbe parlato di gettare tutto nel fiume Potomac. Dalla testimonianza successiva di Gray sembra che tutto il materiale sia stato distrutto personalmente dal direttore dell'FBI dopo averlo occultato per alcuni mesi nella sua abitazione. La manovra d'insabbiamento sembrò nelle settimane seguenti avere pieno successo; il 29 agosto 1972 Nixon, durante una conferenza stampa, giunse al punto di affermare che proprio il suo consigliere legale John Dean aveva appena concluso una "approfondita indagine interna" sui fatti del Watergate ed era giunto alla conclusione che "nessun membro della Casa Bianca, nessun membro dell'amministrazione attualmente in carica, è implicato in questo sconcertante episodio"; il presidente concluse lamentandosi che ci fosse qualcuno che "cerca di coprire" fatti di questo genere.
Il 15 settembre 1972 Nixon ebbe un colloquio diretto con John Dean alla presenza di Haldeman; egli apparve molto soddisfatto dell'evoluzione dell'indagine, manifestò il suo apprezzamento per il comportamento del suo consigliere legale e per la sua abilità nell'evitare un coinvolgimento della Casa Bianca nello scandalo. Il presidente parlò di "ottimo lavoro" e affermò che Dean aveva fatto "miracoli". Effettivamente lo stesso giorno il Grand jury federale presentò le sue conclusioni dell'indagine sull'effrazione; con grande soddisfazione del procuratore generale Kleindienst che parlò di "una delle indagini più approfondite, obiettive e accurate", il verdetto si limitava a chiamare in giudizio solo i cinque responsabili materiali dell'intrusione al Watergate, più Hunt e Gordon Liddy, con l'accusa di associazione a delinquere, scasso e violazione dei reati federali che proibivano l'intercettazione con dispositivi elettronici; non veniva coinvolto alcun componente dell'amministrazione e non veniva minimamente sollevato il problema dei mandanti e delle motivazioni dei reati.

### L'inchiesta delWashington Post

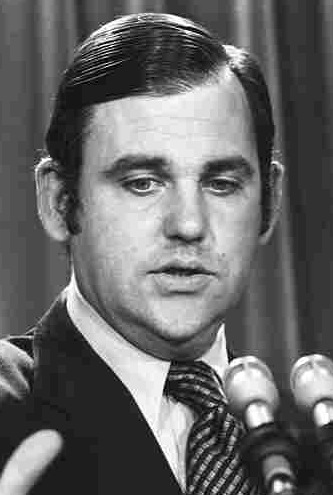
Il portavoce della Casa Bianca Ron Ziegler, definì i fatti del Watergate uno "scasso di terza categoria"

Il Partito Democratico aveva cercato fin dall'inizio della vicenda di trasformare l'affare del Watergate in un argomento della campagna elettorale in corso per le presidenziali del novembre 1972 sperando di mettere in imbarazzo Nixon, ma la vicenda per molti mesi non destò grande interesse nell'opinione pubblica e solo pochi giornali diedero rilievo agli sviluppi dell'indagine federale. 
Il Washington Post era uno dei rari giornali che seguivano regolarmente l'evoluzione dell'inchiesta sull'effrazione; il direttore del quotidiano, Ben Bradlee, decise di assegnare l'incarico di seguire la vicenda a tempo pieno a due giovani giornalisti; l'entusiasta e determinato Bob Woodward, in precedenza ufficiale della Marina militare, e il più esperto Carl Bernstein, che aveva già una carriera di dodici anni di giornalismo professionale. I due furono insospettiti fin dall'inizio dai numerosi elementi poco chiari di un intrigo complicato che sembrava ricondurre alla fine alla Casa Bianca di Nixon attraverso il collegamento con il Comitato per la rielezione del presidente.
Woodward e Bernstein dimostrarono determinazione e sagacia; non esitarono a contattare centinaia di interlocutori per raccogliere informazioni, e seguirono delle piste d'indagine apparentemente trascurate dagli investigatori federali. Fin dall'inizio dell'inchiesta, Woodward soprattutto poté utilizzare informazioni essenziali dalla sua fonte segreta, denominata in codice "Gola profonda" (Deep throat); questo personaggio misterioso incontrò regolarmente Woodward, seguendo una procedura complicata e delle precauzioni di estrema sicurezza, e lo aiutò a comprendere il ruolo effettivo dei vari protagonisti e i loro oscuri intrighi. "Gola profonda" indicava, in modo a volte sibillino, gli elementi da ricercare, ma in generale dava informazioni per orientare piuttosto che per guidare direttamente l'inchiesta dei due giornalisti. Una delle sue più importanti indicazioni fece riferimento alla necessità di seguire la pista dell'origine del denaro fornito agli esecutori materiali dell'effrazione; l'informatore segreto utilizzò la famosa formula di "seguire il denaro", follow the money. L'identità di "Gola profonda" rimase nascosta per decenni e fu svelata solo nel 2005, quando Mark Felt, il vice-direttore dell'FBI, rivelò, poco prima della sua morte, di essere stato lui la famosa fonte misteriosa di Woodward. 

Mark Felt, il vice-direttore dell'FBI, che forniva in segreto le informazioni riservate a Bob Woodward.

Nei primi giorni dopo l'incursione nel Watergate, Woodward e Bernstein furono informati, da fonti riservate di polizia, che gli uomini arrestati provenivano da Miami, erano equipaggiati per effettuare una operazione di spionaggio e disponevano di migliaia di dollari in contanti. Woodward inoltre scoprì subito i collegamenti tra gli scassinatori, Hunt, la CIA e l'amministrazione Nixon; attraverso una semplice telefonata alla Casa Bianca, egli venne a sapere che Hunt aveva lavorato per Charles Colson. Nei giorni seguenti i due giornalisti appresero che tre degli uomini arrestati si trovavano a Washington tre settimane prima, quando gli uffici di avvocati democratici erano stati oggetto di una effrazione, che McCord aveva fatto richiesta di un'autorizzazione per avere accesso alla convention democratica, e che Hunt aveva creato 150 comitati elettorali fantasma per convogliare milioni di contributi segreti. 
Nel mese di luglio 1972, mentre l'inchiesta sembrava in via di esaurimento, fu il New York Times che pubblicò un articolo in cui si riferiva che uno degli scassinatori, Bernard Barker, aveva telefonato più volte a Gordon Liddy alla vigilia dell'effrazione al Watergate. Bernstein riuscì a farsi confermare la notizia da una delle sue fonti alla compagnia telefonica Bell, da cui apprese che il registro delle chiamate era stato requisito dal procuratore locale di Miami, che conduceva una sua inchiesta per accertare se gli scassinatori avessero violato le leggi dello stato della Florida. Bernstein chiamò il procuratore e venne a sapere che più di 100.000 dollari provenienti da una banca messicana erano transitati sul conto bancario di Barker a Miami. Il giornalista si recò direttamente sul posto per effettuare una verifica e gli elementi raccolti a Miami gli permisero di sapere che uno degli assegni depositati sul conto di Barker era stato firmato da Kenneth H. Dalhberg, uno dei dirigenti della campagna elettorale di Nixon del 1968. Il Washington Post del 1 agosto 1972 pubblicò tutte queste notizie e aggiunse che Dahlberg aveva affermato di aver girato l'assegno a Maurice Stans, ex segretario al Commercio e direttore finanziario del CRP. 
Nel mese di settembre 1972, mentre l'inchiesta del Grand jury sembrava esaurirsi definitivamente con la messa in stato d'accusa solo dei responsabili diretti e di Hunt e Liddy, Woodward e Bernstein invece continuarono a cercare di rintracciare altre informazioni contattando diversi dipendenti del CRP, alcuni dei quali erano desiderosi di dare un aiuto, nonostante la loro reticenza a parlare e i timori di essere coinvolti nell'affare. I due giornalisti inoltre ampliarono il raggio delle loro ricerche e ritennero che il caso del Watergate fosse solo una di una lunga serie di operazioni clandestine; essi parlarono anche con Hugh Sloan, il tesoriere del CRP, che si dimostrò disposto a fornire informazioni e molto ostile verso le azioni illegali ordinate da Mitchell, e con una fonte federale che affermò che nei giorni seguenti alla scoperta dell'effrazione, i collaboratori di Mitchell avevano distrutto numerosi documenti compromettenti del CRP. Il 29 settembre 1972 Woodward e Bernstein non esitarono a scrivere che John Mitchell, già nel periodo in cui era procuratore generale, aveva controllato un fondo segreto per finanziare una serie di azioni ostili ai democratici. Prima della pubblicazione dell'articolo Bernstein parlò per telefono direttamente con Mitchell per avvertirlo del contenuto e ascoltare una sua replica; l'ex procuratore generale diede in escandescenze, usò parole intimidatorie e violente e minacciò brutalmente Katharine Graham, la proprietaria del Washington Post. Il direttore del giornale Bradlee decise di pubblicare regolarmente l'articolo nonostante le minacce di Mitchell. 
Woodward e Bernstein pubblicarono un altro articolo sensazionale il 10 ottobre quando, citando un rapporto riservato dell'FBI, affermarono che il Watergate faceva parte di "una campagna massiccia di spionaggio e sabotaggio politico diretta da alti funzionari della Casa Bianca e del Comitato per la rielezione del presidente"; i fondi di queste operazioni sarebbero stati controllati da Mitchell e dai suoi principali collaboratori, tra cui Stans e Magruder. Sei giorni dopo il giornale riferì che l'avvocato personale di Nixon, Herb Kalmbach, aveva finanziato numerose operazioni di spionaggio e sabotaggio contro candidati democratici, inoltre Woodward e Bernstein avevano individuato anche un certo Donald Segretti, giovane avvocato californiano che aveva partecipato a queste operazioni. Bernstein venne a sapere che Segretti aveva condotto tra il 1971 e il 1972 una serie di azioni per infiltrare e disorganizzare il campo democratico diffondendo notizie false, e che egli era all'origine della famosa "Lettera Canuck" che aveva compromesso la candidatura presidenziale di Edmund Muskie.
Il 25 ottobre 1972 Woodward e Bernstein affermarono per la prima volta che anche Bob Haldeman avrebbe fatto parte degli uomini che gestivano i fondi segreti a nome del presidente per organizzare attività illegali. La rivelazione tuttavia si rivelò intempestiva; la notizia era vera come le successive testimonianze hanno confermato, ma in quel momento ancora nessuno aveva coinvolto formalmente Haldeman nell'inchiesta in corso; il Washington Post quindi venne aspramente criticato da parte dei sostenitori di Nixon. Ron Ziegler attaccò pesantemente il giornale; definì l'inchiesta di Woodward e Bernstein "volgare e ignobile, un perverso abuso della professione giornalistica" e accusò i due reporter di "flagrante tentativo di distruggere la reputazione di una persona".
Nonostante queste difficoltà e alcuni errori, Woodward e Bernstein riuscirono comunque, con ostinazione e tenacia, a svelare molti fatti oscuri legati all'affare e mantennero viva l'attenzione sugli aspetti più inquietanti della vicenda, prima che se ne occupasse pubblicamente la giustizia e prima dell'attivazione di una commissione d'inchiesta indipendente del Senato degli Stati Uniti. L'indagine dei due giornalisti ha rappresentato una delle dimostrazioni più importanti e clamorose della storia degli Stati Uniti dell'influenza esercitata dal cosiddetto quarto potere sulla vita politica della nazione. Nel 1973 Bernstein e Woodward ricevettero il premio Pulitzer per le loro inchieste sul caso Watergate. 
Peraltro, alla fine del 1972 le rivelazioni dei due reporter, nonostante tutta la loro abilità e perspicacia, non avevano avuto alcuna influenza decisiva sugli avvenimenti politici e scarso risalto nell'opinione pubblica nazionale. Nel novembre 1972 Richard Nixon venne trionfalmente rieletto alla presidenza degli Stati Uniti con una schiacciante maggioranza di voti.

### Confessioni e dimissioni
L'8 gennaio 1973 iniziò il processo agli scassinatori originali e a Liddy e Hunt. Tutti, eccetto McCord e Liddy, si dichiararono colpevoli e tutti furono condannati per cospirazione, furto con scasso e intercettazioni telefoniche.

### La guerra per i nastri di Nixon
Le udienze tenute dal Comitato senatoriale sul Watergate, in cui il consigliere della Casa Bianca John Dean era il principale testimone e in cui molti altri ex impiegati in posti chiave dell'amministrazione diedero una testimonianza drammatica, furono messe in onda dal 17 maggio al 7 agosto, causando un danno politico devastante a Nixon. Fu stimato che l'85% degli americani possessori di apparecchi TV si sintonizzò almeno per una parte delle udienze.
Il senatore repubblicano Howard Baker del Tennessee formulò la memorabile domanda "Cosa sapeva il presidente e quando venne a saperlo?", che per la prima volta focalizzò l'attenzione sul ruolo personale di Nixon nello scandalo.

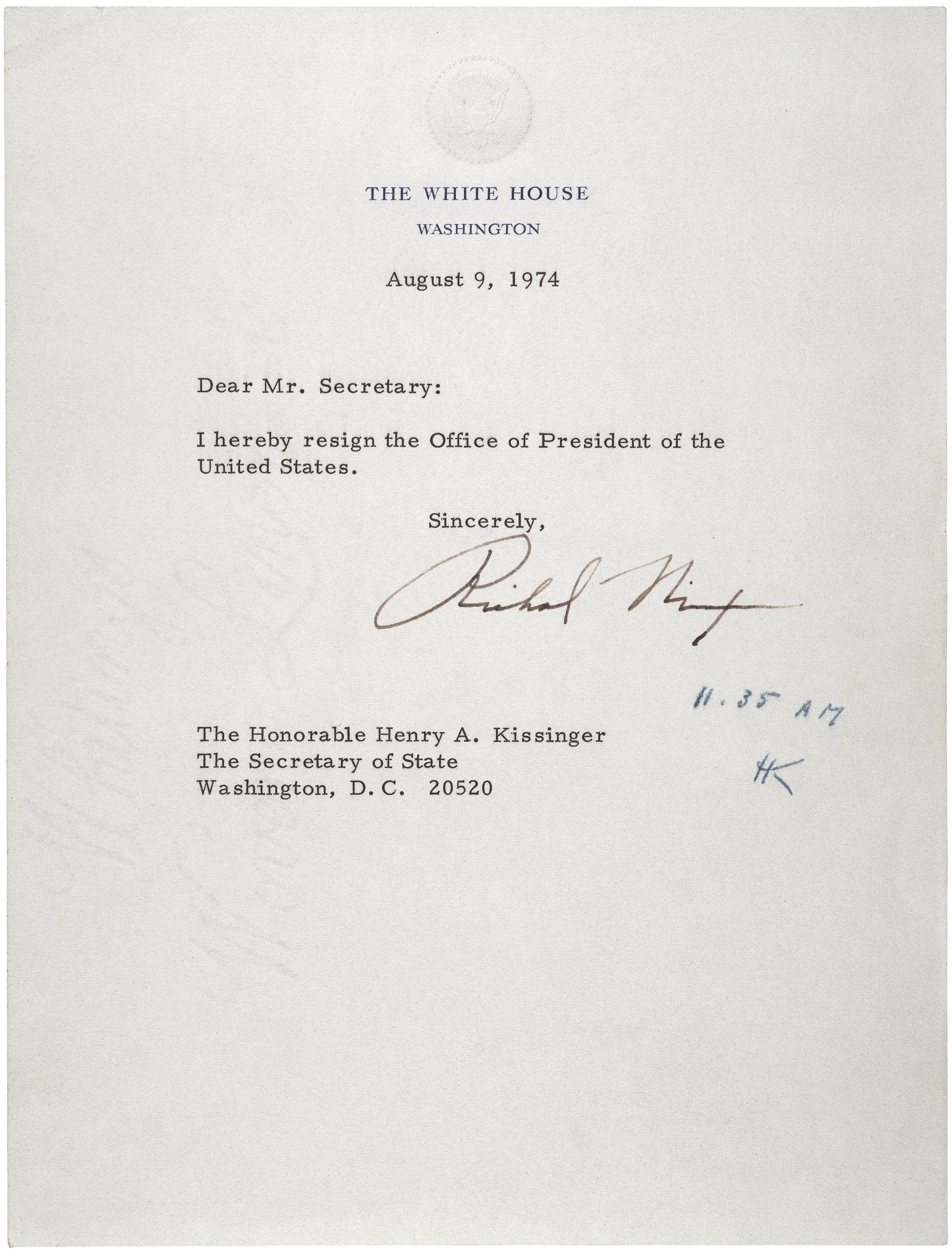
Foto della lettera di dimissioni presentata dal Presidente Nixon il 9 agosto 1974; secondo la Costituzione degli Stati Uniti d'America, il presidente rimette il suo mandato nelle mani del segretario di stato, Henry Kissinger, che su un lato del foglio ha siglato lo storico documento.

Il 13 luglio il vice consigliere del Comitato Watergate Donald G. Sanders chiese ad Alexander Butterfield, vice assistente al presidente, se ci fosse qualche tipo di sistema di registrazione alla Casa Bianca. Butterfield rispose che, sebbene riluttante a dirlo, c'era un sistema che automaticamente registrava ogni cosa nello Studio Ovale. La rivelazione sconcertante trasformò radicalmente le indagini sul Watergate. I nastri furono subito richiesti contemporaneamente dal procuratore speciale (special prosecutor, colui che si occupa delle indagini) Archibald Cox e dal Senato, perché potevano provare se Nixon o Dean stavano dicendo la verità sugli incontri chiave.
Nixon si rifiutò di mostrare i nastri, usando il principio del privilegio dell'esecutivo e ordinò a Cox, attraverso il procuratore generale Elliot Lee Richardson, di lasciar cadere la sua citazione in giudizio. Il rifiuto di Cox portò al cosiddetto "massacro del sabato sera" del 20 ottobre 1973: Nixon chiese al procuratore generale Richardson di licenziare Cox, ma Richardson si dimise, e così fece anche il suo vice William Ruckelshaus; Nixon si rivolse infine l'avvocato generale Robert Bork, che fece quanto gli era stato chiesto e licenziò il procuratore speciale Cox. Le asserzioni di malfunzionamento del governo indussero Nixon a pronunciare la famosa frase "non sono un imbroglione" (I'm not a crook), il 17 novembre, di fronte a 400 editori dell'Associated Press riuniti al Walt Disney World Resort in Florida.
Nixon, comunque, fu costretto a permettere che Bork nominasse un nuovo procuratore speciale, Leon Jaworski, che continuò l'indagine. Mentre continuava a rifiutare di mostrare i nastri originali, Nixon acconsentì a rendere pubbliche un gran numero di trascrizioni di essi. Queste confermavano largamente il resoconto di Dean e causarono ulteriore imbarazzo quando si venne a sapere che era stata cancellata una parte cruciale di 18 minuti e mezzo di un nastro, che non era mai uscito dalla custodia della Casa Bianca. La Casa Bianca diede la colpa della cancellazione alla segretaria di Nixon, Rose Mary Woods, che disse di aver accidentalmente sovrascritto il nastro schiacciando il pedale sbagliato mentre rispondeva al telefono. Tuttavia, dalle foto pubblicate a tutta pagina dai giornali, il tentativo di rispondere al telefono e contemporaneamente schiacciare il pedale avrebbe richiesto una posizione del corpo estremamente difficile. La donna disse che aveva mantenuto quella posizione per 18 minuti e mezzo. Più tardi le analisi forensi determineranno che il vuoto era stato cancellato in più punti - tra i cinque e i nove - escludendo l'ipotesi della "cancellazione casuale".
La questione dei nastri alla fine arrivò alla Corte suprema. Il 24 luglio 1974 la Corte affermò all'unanimità che la richiesta di Nixon di usare il privilegio dell'esecutivo sui nastri era inammissibile e gli ordinarono di consegnarli a Jaworski. Il 30 luglio Nixon eseguì l'ordine e consegnò i nastri incriminati.

### Condanne eimpeachment

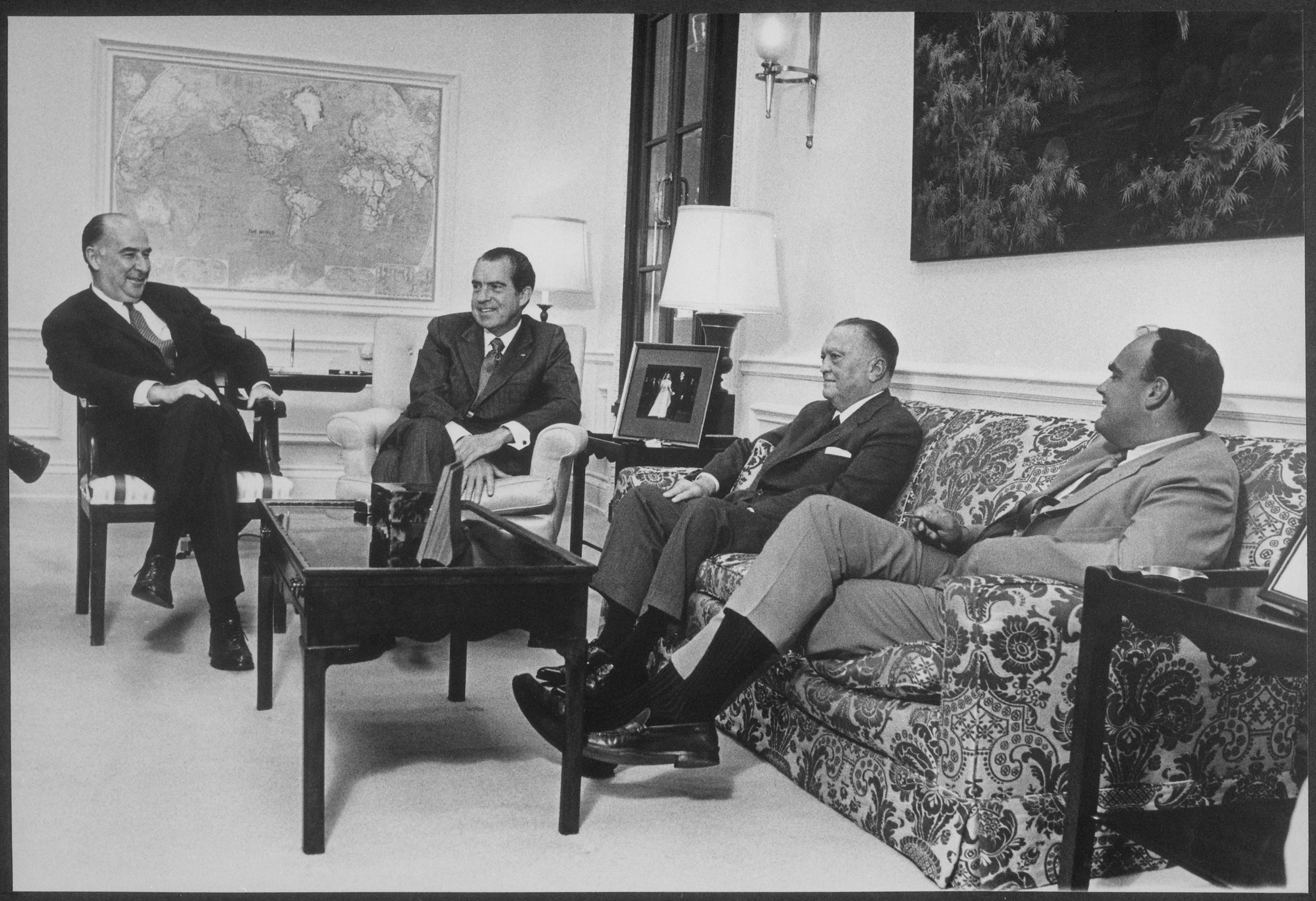
Nixon (secondo da sinistra) con l'Attorney-General Mitchell, il direttore dell'FBI J. Edgar Hoover e John D. Ehrlichman

Il 28 gennaio 1974 uno dei collaboratori per la campagna di Nixon, Herbert Porter, ammise pubblicamente le proprie colpe per l'accusa di falsa testimonianza all'FBI durante la prima fase delle indagini sullo scandalo. Il 25 febbraio 1974 il difensore personale di Nixon, l'avvocato Herbert Kalmbach, ammise a sua volta di essere colpevole di almeno due imputazioni di attività illegali durante la campagna elettorale del Presidente; in seguito altre accuse a Kalmbach vennero fatte decadere in cambio della sua collaborazione durante il processo.
Il 1º marzo 1974 i membri dello staff di aiutanti di Nixon per la sua campagna elettorale, noto con il nome di "Sette di Watergate" (Watergate seven), ovvero:
- John Newton Mitchell
- Harry Robbins Haldeman
- John Ehrlichman
- Charles Colson
- Gordon C. Strachan
- Robert Mardian
- Kenneth Parkinson

vennero tutti condannati con l'accusa di aver cercato di ostacolare e inquinare le indagini sullo scandalo Watergate. Nello stesso processo il gran giurì indicò, anche se non pubblicamente, lo stesso Nixon per aver cooperato indirettamente alle attività dei suoi collaboratori. Il 5 aprile 1974 uno dei segretari personali di Nixon, Dwight Chapin, fu accusato di falsa testimonianza di fronte al gran giurì. Il 7 aprile 1974 fu il turno del governatore repubblicano della California, Ed Reinecke, accusato di spergiuro di fronte alla Commissione del Senato. 
A causa di queste accuse a molti dei suoi collaboratori, la posizione di Nixon era sempre più compromessa e fu così che la Camera dei rappresentanti decise di intraprendere un'inchiesta formale per un possibile impeachment del Presidente. Tra i discorsi di apertura del comitato d'inchiesta restò memorabile quello della deputata del Texas Barbara Jordan, che la portò al centro dell'attenzione dell'opinione pubblica. Il 27 luglio 1974 la Commissione Giudicante per la Camera dei rappresentanti, presieduta dall’italo-americano Peter Wallace Rodino Jr., votò a favore dell'impeachment di Nixon (27 voti favorevoli e 11 contrari) con l'accusa di aver ostacolato il corso delle indagini. Il 29 luglio 1974 e il 30 luglio 1974 la stessa Commissione Giudicante imputò al presidente Nixon altre due accuse, "abuso di potere" e "ostacolo al Congresso". Nel mese di agosto venne scoperta un'audiocassetta registrata il 23 giugno 1972 nella quale era conservata una conversazione tra Nixon e Haldeman, i quali pianificavano di ostacolare le indagini sullo scandalo facendo trasmettere un falso comunicato da parte della CIA rivolto all'FBI sulla necessità di copertura delle prove per motivi di sicurezza nazionale. La scoperta di questa cassetta venne definita dalla stampa "una vera e propria pistola ancora fumante". Anche gli ultimi sostenitori rimasti di Nixon a quel punto lo abbandonarono, a parte poche eccezioni.

### Dimissioni di Nixon
Il presidente Richard Nixon si dimise il 9 agosto 1974, consegnando la lettera di dimissioni al segretario di Stato, Henry Kissinger, e dando l'annuncio in diretta televisiva, dichiarando di «non essere più in possesso di una base politica sufficientemente forte» per continuare con l'incarico. Come capo dell'esecutivo subentrò l'allora vice-presidente Gerald Ford, che l'8 settembre concesse la grazia presidenziale a Nixon. Negò tutte le ipotesi riguardo ad un possibile "accordo" raggiunto nel momento della sua nomina; tuttavia, quest'azione gli costò le presidenziali del 1976, dal momento in cui gli elettori non vedevano di buon'occhio la grazia data a Nixon. Con Ford come presidente e Nelson Rockefeller nominato vice grazie al XXV emendamento, si trattò della prima volta nella storia degli Stati Uniti d'America in cui le due cariche più alte dello Stato non sono state elette dal popolo.

## Analisi di Noam Chomsky
Noam Chomsky ha sottolineato l'ambiguità del ruolo dei media americani nell'aver fatto esplodere lo scandalo Watergate. In particolare Chomsky afferma che esso sia una dimostrazione evidente di come gli organi di informazione di modello americano riflettano essenzialmente i punti di vista delle élite economiche e svolgano la loro funzione non discostandosi da quelle, secondo la teoria delineata nel modello di propaganda.
Esattamente in contemporanea allo scandalo, infatti, uscirono le rivelazioni sul COINTELPRO (il programma di controspionaggio statunitense), "mille volte più significativo dello scandalo Watergate", in cui sono descritte "alcune grosse operazioni dell'FBI per compromettere le libertà politiche negli Stati Uniti durante tutte le amministrazioni a partire da Theodore Roosevelt, con un incremento negli anni di Kennedy", che comprendevano l'assassinio di un leader delle Pantere Nere, Fred Hampton e l'organizzazione di sommosse razziali per distruggere i movimenti neri; la persecuzione del movimento degli indiani d'America e di quello delle donne; quindici anni di attacchi al Partito Socialista dei lavoratori (un partito legale) da parte dell'FBI, con furti, minacce ai suoi iscritti, ecc. La stampa però non se ne interessò e quest'enorme scandalo passò sotto silenzio, ricevendo un'attenzione molto blanda pur essendo rivelato in tribunale e altrove nel periodo del Watergate; nemmeno il Congresso mise i fatti all'ordine del giorno.
L'unica cosa che interferì con il processo del Watergate, benché marginalmente, fu la discussione riguardo ai bombardamenti segreti della Cambogia durante la guerra del Vietnam allora in corso, "segreti solo perché la stampa non ha scritto quello che sapeva". Questi, considerati forse i più pesanti bombardamenti della storia in aree densamente abitate di una nazione contadina, causarono successivamente tra i sei e i settecentomila morti (su sette milioni di abitanti) negli anni dal 1969 al 1975, con l'unico ed esplicito scopo di "destabilizzare la regione". Tuttavia il Congresso se ne lamentò solo in quanto fino a quel momento non ne era stato informato ufficialmente, e ciò configurava una grave violazione ai suoi diritti: ma anche questa circostanza non fu considerata dopotutto così grave da essere inserita nel capo d'accusa finale.
Secondo la conclusione di Chomsky, il motivo per cui l'amministrazione Nixon ha potuto spingersi così oltre negli affari di controspionaggio e aggressioni militari è stata la certezza per cui:
Il senso di impunità dell'amministrazione Nixon è stato fatale quando ci si rivolse al Partito Democratico, che rappresenta potenti interessi, con solide basi nel mondo della finanza e degli affari. Con ogni probabilità lo scandalo che ne seguì è stato invece gonfiato appositamente perché "in quegli anni tanti potenti volevano la testa di Nixon", poiché abrogò il sistema di Bretton Woods, cosa che pur garantì successivamente la liberalizzazione della finanza e un sempre maggior controllo degli investitori sull'economia, ma che non fu gradito alle multinazionali e alle banche internazionali, che fino ad allora si basavano su quel sistema. Da qui l'affermazione di Chomsky "Il Watergate è stato solo un pretesto", nel senso che riuscì a far saltare la testa di Nixon, e ci riuscì senza intaccare la struttura profonda del potere economico.

## Nella cultura di massa

### Cinematografia
- Tutti gli uomini del presidente – film di Alan J. Pakula, con Robert Redford e Dustin Hoffman (1976)
- Nel film Forrest Gump (1994), con Tom Hanks, il protagonista viene invitato dal presidente Nixon ad alloggiare nell'Hotel Watergate: nella notte Forrest chiamerà la sorveglianza segnalando un problema elettrico perché nella stanza di fronte a lui ci sono delle torce accese mentre la stanza è completamente buia, e così facendo fa scoprire lo scandalo.
- Gli intrighi del potere - Nixon – film di Oliver Stone (1995)
- Le ragazze della Casa Bianca – film di Andrew Fleming, con Kirsten Dunst e Michelle Williams (1999)
- The Assassination – film di Niels Mueller, con Sean Penn (2004)
- Frost/Nixon - Il duello – film di Ron Howard, con Frank Langella e Michael Sheen (2008)
- The Silent Man (Mark Felt: The Man Who Brought Down the White House) – film di Peter Landesman (2017)
- The Post – film di Steven Spielberg (2017)
- Gaslit - serie tv, con Julia Roberts e Sean Penn (2022)
- Infiltrati alla Casa Bianca - White House Plumbers (White House Plumbers) – miniserie tv, con Woody Harrelson e Justin Theroux (2023)
- Il mistero delle pagine perdute (National Treasure: Book of Secrets) è un film del 2007

### Cucina
- Risulta che lo scandalo abbia dato il nome ad alcune ricette tra cui la Watergate salad, una pietanza dolce al pistacchio.[34]